# Хаяси, Юмика
Юмика Хаяси (при рождении Юмика Огури, родилась в Токио 27 июня 1970 года) — японская порноактриса, звезда пинку эйга. За свою 16-летнюю карьеру она удостоилась титула «Королевы японского кино для взрослых» и снялась в общей сложности более чем в 180 фильмах. В 1997 году о ней даже был снят документальный фильм, и в 2004 году она получила премию Pink Grand Prix в номинации «Лучшая актриса», а в следующем году была удостоена специальной награды по совокупности заслуг. Умерла 28 июня 2005 года в возрасте 35 лет.

## Биография
Когда Юмика была в пятом классе школы, её родители развелись, и она была предоставлена сама себе весь период учёбы в средней школе. Мать Хаяси владела сетью ресторанчиков, торгующих лапшой рамэн.
Дебют Хаяси в кино состоялся в компании HMP в жанре bishojo, когда она снялась в фильмах «Мисс Кристина», Shigamitsuki и других. В том же году она дебютировала в «розовом кино» и приняла участие в релизе студии Xces Double Rape to Break in a Perverted Wild Filly в октябре 1990 года. Она стала одной из самых популярных актрис AV-жанра 90-х годов. Она также сотрудничала на раннем этапе карьеры с V&R Planning, режиссёр которой Компани Мацуо был также её любовником.
Культовый режиссёр Хисаясу Сато выбрал Хаяси на главную роль в Real Action:Drink Up!, продолжая затем сотрудничать с ней ещё в нескольких фильмах. По его словам, она вносила в кино, в котором снималась, особенно в Molester’s Train, своеобразный «строгий тон», очень контрастировавший с лёгким и весёлым настроением её предыдущих работ. Когда она снялась в роли женщины, пожирающей саму себя, в Naked Blood Сато, критики комментировали эти сцены как «одни из самых отвратительных в японском хорроре вообще».
Кацуюки Хирано, ещё один режиссёр V&R Planning (который, кстати, был женат) вскоре сменил Мацуо в роли любовника Хаяси. Когда они путешествовали на велосипедах вдвоём на севере Японии, Хирано пришла в голову мысль снять AV-версию их путешествия. Хаяси получила кредит на создание этого фильма, а Хирано стал её партнёром. В 1999 году Хаяси проявляет себя как драматическая актриса, снявшись у Yoichiro Takahashi в Nichiyobi wa Owaranai, впоследствии показанном на 53 Каннском фестивале под названием Воскресные мечты. По словам критиков, «большим сюрпризом стало то, как великолепно сыграла Хаяси, бывшая порнозвезда, беззаботную Сатико».
Как одна из лучших эротических актрис своего времени и за свою богатую карьеру Хаяси получила репутацию «железной женщины» японской эротической индустрии, и после своей смерти была даже упомянута в Книге рекордов Гиннесса.
Погибла Юмика совершенно нелепо. Когда она в течение двух дней не появилась на работе, Хирано, её мать и ещё один сотрудник компании отправились к ней домой и обнаружили её лежащей без движения на кровати. Как позднее рассказывал Хирано, они сначала подумали, что она спит, и только убедившись, что девушка не дышит, быстро вызвали скорую. Было, однако, уже поздно, Юмика умерла, а её мать чуть не сошла с ума от горя.
Выдвигались различные версии гибели Хаяси — от убийства до самоубийства. Учитывая довольно грязную подоплёку порноиндустрии, любая из них могла оказаться правдой. Была версия, что незадолго до смерти Хаяси разорвала отношения с бывшим парнем и это также могло сыграть свою роль.
Позднее, проведя вскрытие, медики установили причину смерти: Хаяси захлебнулась рвотными массами, сильно перебрав на свой 35-й день рождения. Она так и умерла во сне.
Последний фильм Хаяси Miss Peach: Peechy Sweetness Huge Breasts вышел в сентябре 2005 года. Зрители в кинотеатрах после просмотра аплодировали ему стоя, и этот посмертный фильм Хаяси вошёл в пятёрку лучших в своём жанре 2005 года. Ёсиюки Хаясида, основатель журнала P*G, и Pink Grand Prix выступили соавтором биографии Хаяси, названной «Юмика Хаяси: Портрет актрисы и женщины», вышедшей в 2006 году.